# Línea 2 (Los Tranvías de Zaragoza)
La antigua línea 2 de tranvía de la ciudad de española de Zaragoza (no confundir con la actual línea 2 en proyecto) fue una de las primeras líneas de tranvía en España. 
Operada por Los Tranvías de Zaragoza, embrión de la actual TUZSA (Transportes Urbanos de Zaragoza) fue concedida el 24 de enero de 1885 e inaugurada en diciembre de ese mismo año. Tenía su origen la plaza de la Constitución y desde allí enlazaba con la estación de F.C. de MZA de donde tomó el nombre la línea, MADRID. Después de 1890 se prolongó hasta la estación de Cariñena, termminal del F.C. de vía estrecha a esa ciudad. La línea 2 conectaba a través de El Portillo con la estación de Campo Sepulcro, donde llegaba el Ferrocarril de Madrid a Zaragoza y Alicante (MZA). Iba desde la Plaza Constitución por paseo Independencia, calle Cádiz, Madre Rafols y Pignatelli hasta la plaza del Portillo, para ir a las estaciones de Campo Sepulcro y Cariñena donde terminaba.
Inicialmente de tracción animal -o de sangre- fue electrificado en 1903. El recorrido sería luego modificado para regresar por la Conde Aranda  aunque el recorrido inicial fue recuperado el 20 de septiembre de 1958.